# Pridebowl
Pridebowl va ser un grup suec de hardcore melòdic format l'any 1994. Els seus membres, Henrik Nilsson, Stefan Glendell, Oskar Andersson i Martin Bodin són originaris de Varberg, i el cantant, Aaron Goulding, ho és de Newport Beach, Califòrnia.
Al llarg de la seva carrera, a més de girar arreu, compartiren escenari amb bandes com Strung Out, Good Riddance, Satanic Surfers, Frenzal Rhomb o SNFU. Tots els seus treballs foren editats pel segell discogràfic Bad Taste Records.

## Discografia

### Àlbums
- 1996 - Drippings of the Past
- 1998 - On Your Trust Trust
- 1998 - Yesterday's End (recopilatori)

### EP
- 1995 - Long-Distance
- 1997 - No Better, No Worse (disc compartit amb Adhesive)